# 德米特留科夫
德米特留科夫（羅馬化：Dmitryukov）是库尔斯克州蘇賈區的一个村庄。由馬赫諾夫卡村委會負責管轄。當地距離别尔哥罗德国际机场有108公里的距離。